# Paul Taylor
Paul Taylor (Liverpool, 4 oktober 1987) is een Engelse voetballer.

## Biografie
Paul Taylor begon op jonge leeftijd met voetballen en maakte deel uit van de jeugdteams van Manchester City. Ondanks het feit dat hem een beloftevolle carrière werd voorspeld, belandde de aanvaller bij het bescheiden Vauxhall Motors FC. Toch waren heel wat clubs hem niet uit het oog verloren. Zo werd hij in 2008 uitgeleend aan Chester City FC. Bij die club werden er na een dopingcontrole sporen van cocaïne teruggevonden in de urine van Taylor. De jonge spits stond op het punt een contract te tekenen bij Chester City, hetgeen uiteindelijk niet doorging.
Uiteindelijk belandde hij via voetbalmanager Paul Topping, een landgenoot, bij het Belgische RRFC Montegnée. De club vertoefde op dat moment in de Eerste Provinciale. Bij Montegnée voetbalde Taylor zich opnieuw in de gratie van heel wat scouts en hij kon rekenen op de interesse van heel wat Belgische clubs. Even mocht hij mee op oefenkamp met Standard Luik, maar een contract kreeg hij niet. In december 2009 doken de eerste geruchten van een overstap naar RSC Anderlecht op. Op 15 december tekende hij een contract van anderhalf jaar bij Anderlecht dat in zou gaan per 1 januari 2010. Maar Anderlecht wou Taylor meteen uitlenen aan Sporting Charleroi. Dit ging echter niet omdat de speler niet meer dan één keer per transferperiode van club mocht veranderen. Daarom besloot paars-wit om het spelerscontract van Taylor te ontbinden. Hierdoor was hij officieel een vrije speler en kon hij dus wel naar Charleroi.
Toen Taylor in Charleroi arriveerde, verkeerde de club in een moeilijke periode. De sportieve resultaten vielen tegen en het bestuur van de club haalde regelmatig om negatieve redenen de media. Trainer Tommy Craig gunde Taylor enkele speelkansen, maar de Engelse middenvelder viel even vaak door de mand. Taylor had de overstap naar Eerste Klasse duidelijk niet goed verteerd. Herman Van Holsbeeck, manager van Anderlecht, liet naderhand verstaan dat er bij Anderlecht geen plaats meer was voor Taylor. Ondertussen speelt Taylor bij de Engelse club Peterborough United FC.
Paul Taylor is een fan van Everton FC. Hij was pas de tweede Engelsman die de kleuren van Anderlecht verdedigde. Duncan McKenzie voetbalde in de jaren 70 even voor Anderlecht en ging Taylor dus voor.

## Statistieken
| seizoen | club                     | land     | competitie                   | wed. | goals |
| ------- | ------------------------ | -------- | ---------------------------- | ---- | ----- |
| 2007/08 | Vauxhall Motors FC       | Engeland | Conference North             | 32   | 17    |
| 2008/09 | → Chester City FC        | Engeland | Conference National          | 9    | 0     |
| 2009/10 | RRFC Montegnée           | België   | Vierde klasse D              | 18   | 13    |
| 2009/10 | RSC Anderlecht           | België   | Eerste klasse                | 0    | 0     |
| 2009/10 | → Sporting Charleroi     | België   | Eerste klasse                | 3    | 0     |
| 2010/11 | Peterborough United FC   | Engeland | Football League Championship | 44   | 12    |
| 2012/13 | Peterborough United FC   | Engeland | Football League Championship | 3    | 0     |
| 2012/13 | Ipswich Town FC          | Engeland | Football League Championship | 3    | 0     |
| 2013/14 | Ipswich Town FC          | Engeland | Football League Championship | 2    | 0     |
| 2013/14 | → Peterborough United FC | Engeland | League One                   | 6    | 0     |
| 2013/14 | Ipswich Town FC          | Engeland | Football League Championship | 15   | 1     |
| 2014/15 | → Rotherham United       | Engeland | Football League Championship | 17   | 0     |
| 2014/15 | → Blackburn Rovers       | Engeland | Football League Championship | 5    | 0     |
| 2015/16 | zonder club              |          |                              |      |       |
| 2016/17 | Peterborough United FC   | Engeland | League One                   | 39   | 3     |
| 2017/18 | Bradford City            | Engeland | League One                   | 27   | 6     |
|         |                          |          | Totaal                       | 223  | 52    |